# Adam Koppy
Adam H. Koppy (* 13. April 1973; † 26. Juni 2013 in Dowagiac, Michigan) war ein US-amerikanischer Maschinenbauer. Er war international als einer der führenden Konstrukteure von Reibrührschweißmaschinen anerkannt. Er war einer der drei Erfinder eines patentierten Adapters zur Verwendung beim Reibrührschweißen, der zur Verwendung an einer konventionellen Fräsmaschine mit einem Mechanismus zur Höheneinstellung des Schweißwerkzeugs entlang dessen Längsachse geeignet ist.

## Leben und Wirken

### Studium
Adam Koppy studierte von 1992 bis 1997 Maschinenbau und Maschinenkonstruktion an der Kettering University, wo er seinen Bachelor of Science (BSME) im Maschinenbau erhielt. Von 1998 bis 2002 studierte er Maschinenbau an der Western Michigan University, wo er sich auf Vibrationen und Belastung spezialisierte, und wo er seinen Master of Science in Mechanical Engineering (MSME) erhielt. 

### Hess Engineering, Inc.
Von Juni 1992 bis November 2001 arbeitete er für 9 ½ Jahre als Ingenieur bei Hess Engineering, Inc. in der Konstruktion von Gleichstrom-Abbrennstumpfschweißmaschinen für Pkw-Räder. Er konstruierte dort eine Ultraschall-Dichtigkeitsprüfmaschine für Pkw-Räder, die ein 50 Mikrometer großes Leck bei einer Taktgeschwindigkeit von 900 Teilen / Stunde detektieren konnte.

### Motan
Von Dezember 2001 bis Juni 2002 arbeitete er als Ingenieur bei Motan. Dort konstruierte er pneumatische Förderanlagen für Schüttgut Kunststoffgranulat. Er reduzierte Materialkosten eines Vakuum-Behälters um 15 % bei gleichzeitiger Verringerung des Montageaufwands und der Verbesserung der Leistung und Zuverlässigkeit. Dies war das erste mit AutoCAD Inventor 3D Software entworfene Projekt bei dieser Firma. Er arbeitete auch an System-Design und Hardware-Spezifikationen für ein elektrisches Datenbus-System, durch das Trocknen und Fördern zentral gesteuert wurden.

### Transformation Technologies Inc.
Von Juli 2002 bis Dezember 2008 arbeitete er für mehr als 6 ½ Jahre als Engineering Manager bei Transformation Technologies Inc. in South Bend, Indiana. Dort war er der leitende Ingenieur für die Gestaltung der Reibrührschweißmaschinen für die Luft- und Raumfahrt und Forschung. Seine Konzepte für eine einfache, robuste und kostengünstige Bauweise wurden hoch angesehen. Seine besondere Spezialität war die hohe Steifigkeit seiner Reibrührschweißmaschinen für Stähle und andere Legierungen mit hohem Schmelzpunkt. Er machte auch wesentliche Beiträge zur Gestaltung von Spannvorrichtungen für Luft- und Raumfahrzeuge. Er war neben dem Projektmanagement für mehrere Projekte auch verantwortlich für die Einstellung und Überwachung von technischem Personal. In dieser Tätigkeit hat er Reibrührschweißmaschinen entworfen, gebaut und installiert, die zum Verschweißen zweier unterschiedlichen Raumschiffe, zweier Flugzeugtypen und nuklearer Brennstäbe eingesetzt werden. Vor allem bei Raumschiffen ist der Wert der zu verschweißenden Bauteile sehr hoch: "Wenn man Maschinen für die Raumfahrtbehörde NASA baut, ist das zu verschweißende Bauteil in der Regel viel mehr wert als die Schweißmaschine", sagte Koppy. Aus der Zeit bei diesem Unternehmen stammt ein Patent für ein Adapter zum Reibrührschweißen mittels gewöhnlicher Fräsmaschinen.

### Manufacturing Technology, Inc.
Anschließend arbeitete er von Januar 2009 bis Dezember 2012 für 4 Jahre als Principal Engineer bei Manufacturing Technology, Inc. (MTI) in South Bend, Indiana, nachdem das Unternehmen mit seinem früheren Arbeitgeber Transformation Technologies Inc. in einem Merger zusammengeführt worden war. In dieser Position war er verantwortlich für die Entwicklung von neuen Maschinen, hauptsächlich Linearreibschweißmaschinen, aber auch Reibrühr- und Rotationsreibschweißmaschinen. Seine Aufgaben schlossen auch das Training und die Prüfung von Ingenieuren zu den Themen Ausfallmodi, Spezifikation elektrischer Komponenten und dynamischer als auch struktureller Finite-Elemente-Analyse ein. Bei MTI leitete er ein Team von bis zu 6 Ingenieuren einschließlich Subunternehmern.

### Blue Penguin Corp.
Im Januar 2013 gründete Adam Koppy sein eigenes Ingenieursdienstleistungsunternehmen, Blue Penguin Corp in SW Michigan, als Erfüllung einer seiner langfristigen Pläne.

### Tödlicher Verkehrsunfall
Adam Koppy starb am 26. Juni 2013 bei einem Autounfall in Cass County (Michigan); eine 15-jährige Fahrerin, die keinen Führerschein besaß, übersah ein Stoppschild und kollidierte mit Koppys Auto, so dass dieses in den Gegenverkehr geriet. Bei der Ankunft im Borgess Lee Memorial Hospital wurde Koppy für tot erklärt. Er hinterließ seine Ehefrau Kate und zwei Töchter.